# Osikowo
Osikowo (deutsch Leitnerswalde) ist eine kleine Siedlung in der polnischen Woiwodschaft Ermland-Masuren und gehört zur Gmina Srokowo (Drengfurth) im Powiat Kętrzyński (Kreis Rastenburg).

## Geographische Lage
Die kleine Waldsiedlung (polnisch Mała osada leśna) liegt in der nördlichen Mitte der Woiwodschaft Ermland-Masuren, 22 Kilometer nordöstlich der Kreisstadt Kętrzyn (deutsch Rastenburg).

## Geschichte
Leitnerswalde bestand ursprünglich nur aus einem großen Hof und wurde am 28. Februar 1816 als Waldhaus Leitnerswalde von Justizrat Leitner aus Angerburg (polnisch Węgorzewo) gegründet. Vor 1908 wurde der kleine Ort in den Amtsbezirk Jäglack (polnisch Jegławki) im ostpreußischen Kreis Rastenburg eingegliedert. 1885 zählte Leitnerswalde 43, 1905 noch 28 und 1910 bereits 54 Einwohner.
Am 17. August 1915 wurde der Gutsbezirk Leitnerswalde in den Gutsbezirk Marschallsheide (polnisch Marszałki) eingegliedert, der dann am 30. September 1928 nach Wolfshagen (polnisch Wilczyny) eingemeindet wurde.
Der Forst Leitnerswalde  bestand aus einer weiten Waldfläche, die an die Marschallsheide angrenzte. Es gab im tiefsten Dickicht eine von Sumpf umgebene Insel, auf die die Wolfshagener Bauern zur Zeit Napoleons ihr Vieh retteten. Im Zweiten Weltkrieg versteckte sich dort 1944 eine sowjetische Funkabteilung, die durch Fallschirmabsprung dorthin gelangt war.
Im Jahre 1945 kam in Kriegsfolge das gesamte südliche Ostpreußen und mit ihm Leitnerswalde zu Polen. Der Ort erhielt die polnische Namensform „Osikowo“ und ist heute eine Ortschaft im Verbund der Landgemeinde Srokowo (Drengfurth) im Powiat Kętrzyński (Kreis Rastenburg), bis 1998 der Woiwodschaft Olsztyn, seither der Woiwodschaft Ermland-Masuren zugehörig.

## Kirche
Bis 1945 war Leitnerswalde in die evangelische Pfarrkirche Drengfurth in der Kirchenprovinz Ostpreußen der Kirche der Altpreußischen Union sowie in die katholische Kirche St. Katharina Rastenburg mit der Filialkapelle Drengfurth im damaligen Bistum Ermland eingepfarrt.
Heute gehört Osikowo zur katholischen Pfarrei Srokowo im jetzigen Erzbistum Ermland, außerdem zur evangelischen Kirche Srokowo, einer Filialkirche der Johanneskirche Kętrzyn in der Diözese Masuren der Evangelisch-Augsburgischen Kirche in Polen.

## Verkehr
Osikowo liegt nördlich einer Nebenstraße, die von Wilczyny (Wolfshagen) nach Marszałki (Marschallsheide) führt. Aus nördlicher Richtung führt von Łęknica (Löcknick) ein Landweg in die kleine Waldsiedlung. Eine Anbindung an den Bahnverkehr existiert nicht.